# 頂板

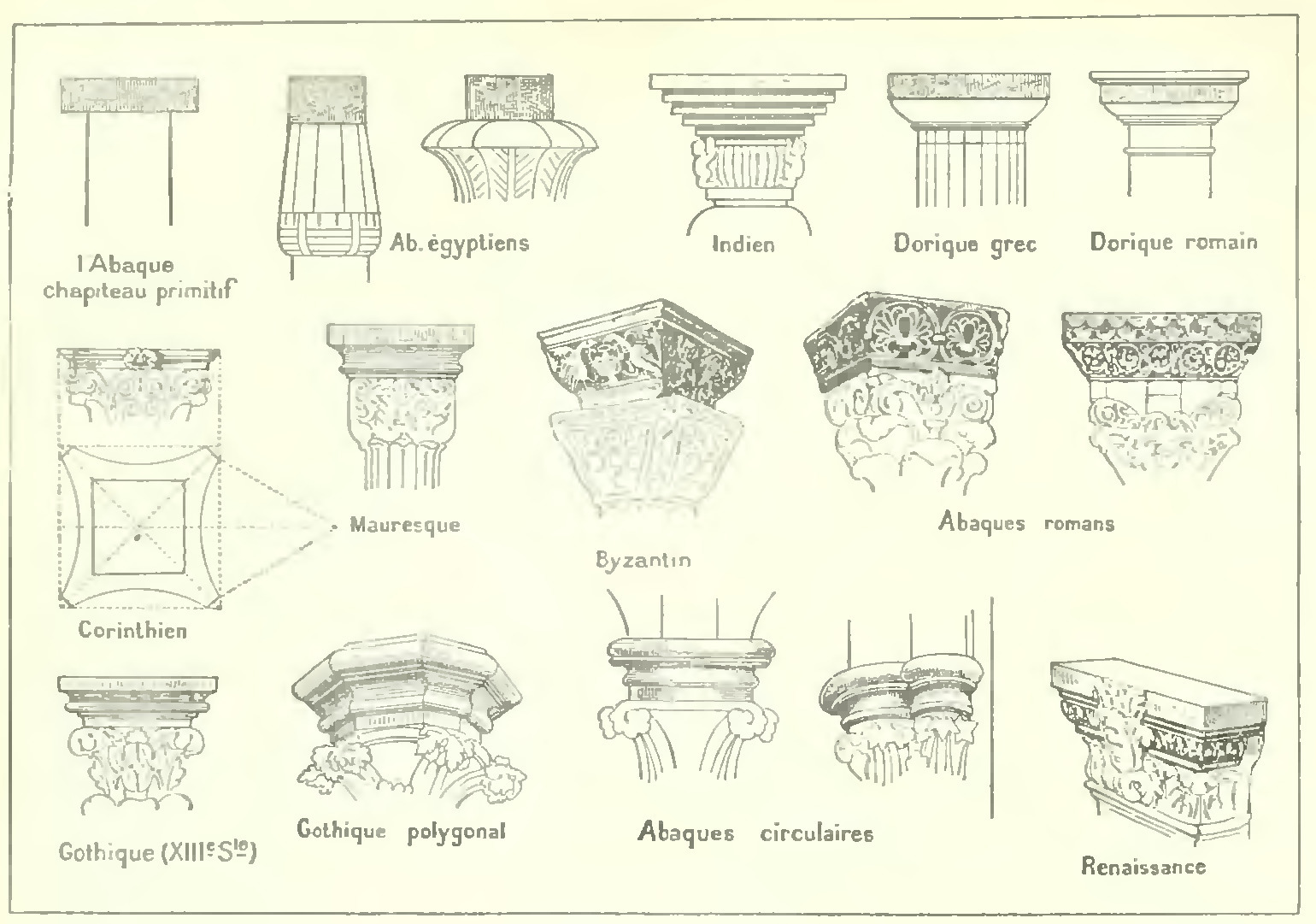
1898年的頂板插圖

顶板是指位于柱顶上方的平板或装置，它提供了较大的支持面，可以承受拱门和楣梁的重量。顶板的形状、尺寸和装饰取決於建筑的形式，多利安柱式采用厚重的方板，塔司干柱式和爱奥尼柱式則採用一种浇筑出来的低边頂板，科林斯柱式和混合柱式则是採用加凹边的方板，而且它會被切掉边角。